# Robert Savoie
Pour les articles homonymes, voir Savoie (homonymie).
Robert Savoie (né à Montréal, au Québec, le 21 avril 1927, et mort à Montréal le 14 septembre 2007) est un baryton-basse québécois, chanteur d'opéra, puis administrateur dans le domaine des arts et professeur de chant.
De la souche patronymique acadienne des Savoie, il est frère aîné du pianiste André-Sébastien Savoie et oncle du baryton Gaétan Laperrière, pour ne citer que les musiciens de la famille.

## Formation
- Il étudie le chant durant 5 ans auprès de Pauline Donalda[4],[5], qui le fait débuter en 1949 avec l'Opera Guild de Montréal dans Samson et Dalila (de Camille Saint-Saëns).
- Jusqu'en 1952, il chante des rôles secondaires avec cet Opera Guild de Montréal.
- Après s'être illustré dans divers concours, notamment « Singing Stars of Tomorrow » et « Nos futures étoiles » (à Radio-Canada), il se rend à Milan.
- À Milan, il travaille le répertoire avec le chef d'orchestre Antonio Narducci.

## Carrière (extraits)
Le répertoire opératique de Savoie comprendra quelque cent rôles dans six langues : français, anglais, italien, espagnol, allemand, russe... et latin.
Comme tous les grands interprètes multilingues, Robert Savoie préfère toujours chanter dans la langue d'origine d'une œuvre, la version linguistique dont la suite des phonèmes ont déterminé les subtilités musicales de l'œuvre, plutôt qu'en une traduction.
De 1953 à 1981, sa carrière d’artiste lyrique permettra à Robert Savoie de donner plus de 3 000 représentations au Canada, en Europe, aux États-Unis et même en Afrique du Sud, outre qu’il effectuera de nombreuses prestations télévisées, notamment à l’émission L’heure du concert (1954-1967), puis Les beaux dimanches, sur les ondes télévisuelles de Radio-Canada.
Il se produira sur les plus grandes scènes du monde, comme le Covent Garden de Londres, l’Opéra de Monte-Carlo, le John F. Kennedy Center de Washington et le Carnegie Hall de New York.
À partir de 1981, il chantera principalement en récital. Depuis 1996, il se consacrera à l'enseignement privé du chant classique.
- Sous le nom de Roberto Savoia, il débute en 1953 au Teatro Nuovo de Milan, dans le rôle du baron Scarpia, chef de la police (Tosca, de Puccini), suivi d'un rôle important dans La Madre de Di Viroli.
- En 1954, Robert Savoie revient à Montréal et poursuit sa carrière à la radio, à la télévision et avec l'Opera Guild, chantant notamment :
  - Rodrigo (Don Carlo, de Verdi) — (1956)
  - sir John Falstaff (Falstaff, de Verdi) — (1958)
  - le valet Leporello (Don Giovanni, de Mozart) — (1964)
  - le consul américain Sharpless (Madame Butterfly, de Puccini) — (en 1965 et 1969)
  - le peintre Marcello (La Bohème, de Puccini) — (1966)
  - Figaro dans Le Nozze di Figaro, de Mozart, en 1967, et dans Il Barbiere di Siviglia, de Rossini, en 1968
- Il participe à de nombreuses productions canadiennes aux Festivals de Montréal, dont :
  - Le Nozze di Figaro — (1956)
  - Don Giovanni, de Mozart — (1957)
  - L'Heure espagnole, de Maurice Ravel — (1961)
  - Così fan tutte, de Mozart — (1962)
- Il participe aussi à la fondation du Grand Opéra de Montréal (1958), avec lequel il reprend le rôle-titre d'Il Barbiere.
- En 1961, Robert Savoie signe un contrat de cinq ans avec Covent Garden, débutant dans La Bohème (rôle de Schaunard), puis dans le rôle-titre de Rigoletto.
- Il chante également avec le Sadler's Wells Opera à Londres et le Scottish Opera à Glasgow (en 1966).
- En France, il se signale dans plusieurs théâtres, dont celui de Toulouse, où il chante le rôle de Dourakine (en 1966), dans la création française de l'opéra Le Joueur, de Prokofiev.
- En 1967, à l'Expo 67 de Montréal, avec le Théâtre lyrique du Québec, il interprète :
  - Valentin (dans Faust, de Gounod),
  - Lescaut (dans Manon, de Massenet).
- En 1968, au Festival de Stratford (en Ontario), il interprète Dandini, le majordome qui se fait passer pour le prince, son maître, dans La Cenerentola de Rossini.
- À Johannesburg, Savoie chante Falstaff et le War Requiem de Benjamin Britten.
- Il est soliste du Te Deum de Roger Matton lors de sa création, en 1969, en France, avec l'orchestre et les chœurs de l'Office de radiodiffusion télévision française (ORTF) — concert enregistré (voir la discographie, ci-dessous).
- Il tient le rôle de Sancho (Don Quichotte, de Jules Massenet) lors d'une tournée dans le Midi de la France (en 1970), avec Joseph Rouleau dans le rôle-titre.
- Il chante Falstaff à Washington lors de l'inauguration du John F. Kennedy Center, le 9 septembre 1971.
- En 1972, il participe à la représentation de Damnation of Faust (de Berlioz), au Carnegie Hall.
- En 1972 encore, il reprend le rôle de Rodrigo (Don Carlos) à la BBC dans la version française originale, aux côtés de plusieurs Canadiens, dont le ténor André Turp et la basse chantante Joseph Rouleau — concert enregistré (voir la discographie, ci-dessous).
- En 1977, il se produit à Festival d'Ottawa.
- Avec l'Opéra du Québec (1973-1974), il participe aux productions de Don Giovanni (de Mozart), de l'opéra Manon (de Jules Massenet), de Falstaff (de Verdi) et de Madame Butterfly (de Puccini).
- En 1973, Robert Savoie est directeur artistique d'une série de mini-opéras présentés à Montréal et à Québec par le Théâtre de la Poudrière.
- En 1976, il est nommé directeur artistique pour la ville de Lachine; à ce titre, il est responsable des programmes artistiques de la ville et de l'organisation du Festival de musique de Lachine (1985-); il fonde aussi la Société des concerts Lachine.
- Il est aussi vice-président, de 1977 à 1980, du « Mouvement d'action pour l'art » du Québec et travaille à la mise sur pied de l'Opéra de Montréal et de l'Orchestre métropolitain du Grand Montréal, dont il est le président (1981-1985) [6].
- Il donne des classes de maître au Canada et aux États-Unis, notamment à l'École de musique de Yale.

## Discographie (extraits)
- « La Bonne Chanson présente nos plus belles chansons », vol. 4, Chants de La Bonne Chanson, Grassi dir.; RCA Victor LCP-1035 et RCA Victor PC-1119;

et en 2004, en réédition : 4 CD de « La bonne chanson, 100 chansons, 37 interprètes », coffret XXI-CD 2 1438, Disques XXI-21, Montréal
— Robert Savoie, çà et là sur les 4 CD; on peut aussi y entendre plusieurs enregistrements d'autres grandes voix comme Raoul Jobin, Paul-Émile Corbeil, Pierre Boutet, Jules Jacob, etc. de même que Le Trio lyrique, le Quatuor Alouette et les Grenadiers impériaux.
- Mireille (Gounod) — extraits : Pierrette Alarie (Mireille), Léopold Simoneau (Vincent), Robert Savoie (Ourrias), Fernande Chiocchio (Taven), Yolande Dulude (Vincenette), Denis Harbour (Ramon), Joseph Rouleau (Ambroise), Orchestre de Radio-Canada, Roland Leduc, à la direction, télédiffusion du 13 janvier 1955;

Pelléas et Mélisande (Debussy) Act 2 : Suzanne Danco (Mélisande), Jean-Paul Jeannotte (Pelléas), Robert Savoie (Golaud), Orchestre de Radio-Canada, Jean Beaudet, à la direction, télédiffusion du 24 janvier 1957;
Video Artists International & VAI Audio DVD 4380
- Don Giovanni (Mozart), avec Cesare Siepi (Don Giovanni, basse), Geraint Evans (Leporello, baryton), Leyla Gencer (Donna Anna, soprano), Sena Jurinac (Donna Elvira, soprano), Mirella Freni (Zerlina, soprano), Richard Lewis (Don Ottavio, ténor), David Ward (Le Commandeur, basse), Robert Savoie (Masetto, basse), Chœur & Orchestre de l'Opéra de Covent Garden, Georg Solti (1912-1997) à la direction — production, scène & costumes de Franco Zeffirelli, le 19 février 1962; BBC […];

et en 2005, réédition en 3 CD (3h45), Living stage, Royal Opera House Series.
- « Le Vent des forêts » de Lionel Daunais, « Les Croix » de Duparc, Ireland et autres, André-Sébastien Savoie au piano, 1967; CBC Expo-23.
- Te Deum de Roger Matton, Orchestre philharmonique et chœur de l'ORTF, Françoys Bernier chef d'orchestre, 1969; RCI 290, Sel SSC-24.188, 5-ACM 29;

en ré-édition : Fonovox VOX 7816-2, 1995.
- Don Carlos de Verdi (version française originale de 1867), Robert Savoie, baryton (Rodrigue, Marquis de Posa), avec Joseph Rouleau (Philippe II), André Turp (Don Carlos), Richard Van Allen (L'Inquisiteur), Édith Tremblay (Élisabeth de Valois), Michèle Vilma (Princesse Eboli), Robert Lloyd (un Moine), Gillian Knight (Thibault), Émile Belcourt (le Comte de Lerme), Geoffrey Shovelton (un Héraut royal), Prudence Lloyd (une Voix céleste), BBC Singers, BBC Concert Orchestra au Camden Théâtre, Londres, John Matheson chef d'orchestre, 1972; 4-Voce 23;

et en 2006, réédition en 4 CD, Opera Rara, référence ORCV305 – 0792938030524.

## Filmographie
Paillasse (opéra de Leoncavallo), avec Raoul Jobin, Robert Savoie, Belva Boroditski, Françoys Bernier réalisateur, Canada, 1958, 1h12, maintenant sur DVD[précision nécessaire].

## Citations
- « Une composition de premier ordre; une voix fort belle, saine, bien conduite; voilà un artiste de classe. » — Claude Rostand, LeFigaro littéraire, 31 mars 1966, concernant le rôle de Dourakine (1966) tenu par Robert Savoie dans la création française de l'opéra Le Joueur de Prokofiev.
- « Enfin, un choix qui pourra étonner est celui de Robert Savoie, baryton à la voix beaucoup plus grave qu'on en a l'habitude pour Rodrigue. Il est néanmoins parfait et son duo avec Carlos [André Turp] :  Dieu tu semas dans nos âmes est superbe ». — Pierre Declercq, sur le site Amazon, le 29 août 2007, au sujet de la ré-édition du Don Carlos du concert de Camden Theater de 1972 - voir en section discographie ci-haut.
- « [...] sa voix large, énergique et virile, partout la même, qu'elle fût parlée ou chantée [...] » — Claude Gingras, La Presse, Montréal, le lundi 17 septembre 2007
- Son autobiographie (1998), « Figaro-ci, Figaro-là, mémoires d'un baryton voyageur » : « Un livre sérieux, drôle, touchant, comme Robert ! » — Michèle Gaudreau (mezzo-soprano et rédactrice-traductrice), sa compagne - voir la section Bibliographie, ci-dessous.

### Autobiographie de Robert Savoie
- Robert Savoie, « Figaro-ci, Figaro-là : mémoires d'un baryton voyageur », autobiographie, notes recueillies par Michèle Gaudreau; 264 p., ill., portr.; 23 cm; Éditions varia, collection Mémoires et Souvenirs, Montréal 1998;  (ISBN 2-922245-08-X)[8].

## Honneurs
- 1965 : Trophée Emmy International pour son rôle-vedette dans la production de Radio-Canada « Le barbier de Séville »
- 1988 : D. Mus. h.c. (Université de Moncton)
- 1991 : Chevalier de l'ordre de la Pléiade
- 2001 : LL. D. h.c. (Université Concordia)
- 2001 : Intronisé au Panthéon canadien de l'art lyrique
- 2003 : Officier de l'Ordre du Canada
- 2006 : Chevalier de l'Ordre national du Québec
- 2007 : Ambassadeur de « La Scena Musicale » [9]